# حسناء الشناوي
حسناء الشناوي أوجهان هي عالمة مغربية في مجال الجيولوجيا ولدت عام 1964 في الدار البيضاء، المغرب.

## سيرة

### التدريب والبحث
حسناء الشناوي أوجهان هي أستاذة في شعبة الجيولوجيا، كلية العلوم عين الشق بجامعة الحسن الثاني بالدار البيضاء، تخصصت في دراسة النيازك وعلوم الكواكب وكيمياء الصخور، مديرة مختبر " جايا » سابقًا ومنسق مركز أبحاث الموارد الجيولوجية والبيئة.
كانت أول امرأة في المغرب والدول العربية تنال شهادة في علم النيازك والكواكب، وحصلت على درجة دكتوراه في كيمياء الغازات النادرة من جامعة بيير وماري كوري في عام 1992.
قدمت أطروحتها حول النيازك في جامعة الحسن الثاني بالدار البيضاء، المغرب، عام 2007. وخلال أبحاثها، قامت بدراسة وتصنيف العديد من النيازك القادمة من المغرب، بما في ذلك 18 نيزكًا تم رصدها حديثًا.
لها مقال نشر في المجلة المرموقة ساينس عن نيزك تيسينت، يُعد خامس نيزك مريخي يتم رصده، وقد أسهم في إثبات أصل جميع النيازك المريخية، كما كشف عن وجود سوائل على سطح المريخ عند انفصاله عن كوكبه الأم قبل نحو 700,000 عام.

## الأوسمة والجوائز

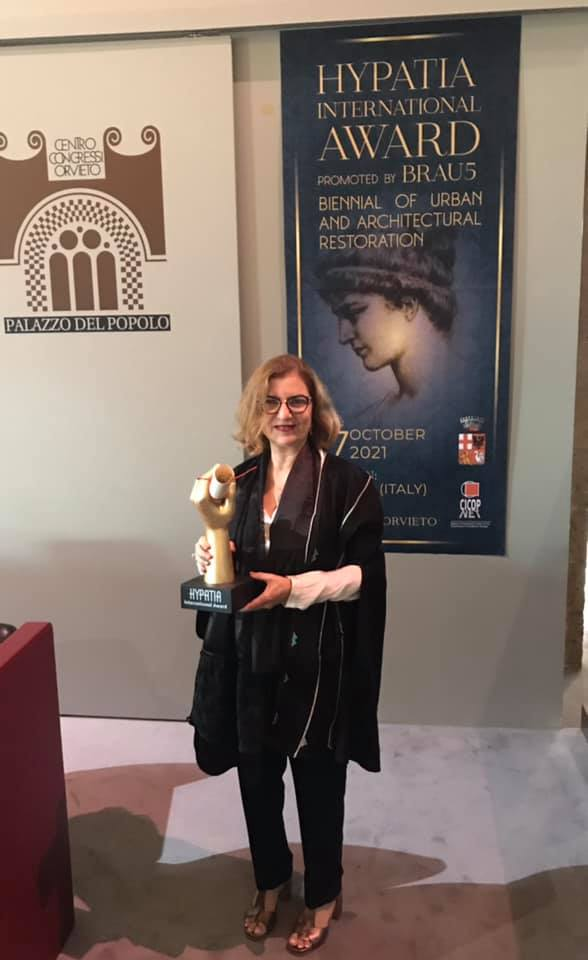
مُنحت جائزة هيباتيا الدولية »للسيدة حسناء شناوي أوجهان تقديراً لعملها العلمي الذي تم تطويره في المغرب منذ أكثر من عشرين عاماً من أجل تعزيز البحث العلمي والحفاظ على التراث الجيولوجي وتعزيزه، وخاصة النيازك.

نالت حسناء الشناوي العديد من الأوسمة والتكريمات تقديرًا لأبحاثها، من بينها جائزة بول دواتو إميل بلوتي،   منحتها لها الأكاديمية الفرنسية للعلوم عام 2009، بالإضافة إلى جائزة "SNRT" من التلفزيون الوطني المغربي في عام 2016، تكريمًا للنساء المتميزات في المغرب ضمن برنامج "متألقات".
في عام 2013، اختارتها وزارة الخارجية الأمريكية للمشاركة في برنامج "القيادة الدولية للزوار" ضمن مبادرة "حكيم". لتعزيز ابتكارات المرأة في العلوم والهندسة. وفي عام 2014، حصلت على "جائزة قاعة مشاهير المرأة في العلوم"، التي منحتها لها وزارة الخارجية الأمريكية تكريمًا لإنجازاتها.
اعترافًا بجهودها في نشر الوعي حول الجيولوجيا وعلم الكواكب، وقع عليها الاختيار للمشاركة في "برنامج القيادة العلمية في أفريقيا" في بريتوريا، جنوب أفريقيا، عام 2016. كما دُعيت كمتحدثة ضيفة في برنامج التوعية التابع للجمعية الأوروبية للكيمياء الجيولوجية عام 2019.
كما تم انتخابها زميلة في الجمعية العالمية للنيازك في عام 2018.
حصلت على جائزة هيباتيا الدولية للأبحاث ذات التأثير على المجتمع في عام 2021.
تقديرًا لجهودها في تطوير وتعزيز العلوم الكوكبية في المغرب ومنطقة الشرق الأوسط وشمال إفريقيا، تم إطلاق اسمها "الشناوي" على الكويكب (299020).
على مدى عقدين، كانت حسناء الشناوي عضوا في الجمعية العالمية للنيازك، حيث شغلت عدة مناصب داخلها. كما عملت في لجنة التسمية التابعة للجمعية من عام 2005 إلى 2010، ثم انضمت إليها مجددًا بين عامي 2015 و2020.
انتُخبت لعضوية مجلس إدارة الجمعية خلال الفترة من 2011 إلى 2015، كما شغلت سابقًا مناصب في لجنة العضوية ولجنة الأخلاقيات. بين عامي 2020 و2022، كانت عضوًا في لجنة العضوية.
منذ يناير 2023، أصبحت عضوًا في لجنة جائزة بارينجر. كما نظّمت المؤتمر السنوي الـ77 لـ" الجمعية العالمية للنيازك" في سبتمبر 2014 بالدار البيضاء، المغرب، ليكون أول نسخة من هذا المؤتمر تُعقد في دولة عربية وإسلامية. نظّمت أيضًا جلسات متخصصة حول النيازك وفوهات الاصطدام النيزكية في مؤتمرات مختلفة،

## تدريس ونشر العلوم
أسهمت حسناء شناوي أوجهان في تعريف عدد كبير من الطلاب في المغرب والدول العربية بعلم النيازك وعلم الكواكب وفوهات الاصطدام، من خلال الدورات التدريبية ومنشوراتها البحثية في هذه المجالات. وفي عام 2009، طوّرت برنامجًا دراسيًا في الكيمياء الكونية للطلاب الجامعيين في تخصص الجيولوجيا بالجامعات المغربية. كما أشرفت على العديد من أطروحات الدكتوراه في المغرب، من بينها ثلاث رسائل تناولت تحديد وتوصيف فوهات الاصطدام. وفي أبريل 2019، أسست المنظمة الدولية غير الحكومية "مؤسسة الطارق لعلوم النيازك والكواكب"، التي تهدف إلى تعزيز علوم الكواكب. للمؤسسة عدة أهداف:
- تعزيز البحث العلمي في علم الكواكب ؛
- تثمين التراث الجيولوجي : نشر المعرفة والتنمية المستدامة للمناطق من خلال السياحة الجيولوجية والسياحة الفلكية، سواء في المغرب أو في البلدان العربية والإفريقية. تمكنت مؤسسة الطارق خلال سنوات قليلة من تنظيم العديد من الفعاليات للعامة والأطفال في المدن والقرى. منذ يونيو 2021، أطلقت هذه المنظمة غير الحكومية معرضًا ومتحفًا " النيازك: رسل من السماء » الذي حقق نجاحاً كبيراً، حيث استقبل أكثر من 18 000 visiteurs حتى الآن.[16] ولأول مرة في المغرب، يعرض المتحف مجموعة من النيازك المغربية السقوط المشاهد، والأحجار الاصطدامية ، بالإضافة إلى نموذج للنظام الشمسي ، وحفرة صدمية " حفرة النيزك "، وصاروخ أبولو 11 ، ومكوك الفضاء ديسكفري ، وآثار أقدام الديناصورات. كتبت حسناء الشناوي أوجيهان قصة مصورة بعنوان "أنا تمداخت النيازك" تحكي قصة "تمداخت" أكبر سقوط تم رصده في جنوب المغرب والذي سقط في ديسمبر 2008.[17]

## المنشورات
- Schmitt-Kopplin, Philippe; Matzka, Marco; Ruf, Alexander; Menez, Benedicte (11 Jan 2023). "Complex carbonaceous matter in Tissint martian meteorites give insights into the diversity of organic geochemistry on Mars". Science Advances (بالإنجليزية). 9 (2). DOI:10.1126/sciadv.add6439. ISSN:2375-2548. PMC:9833655. PMID:36630504. Archived from the original on 2024-09-27. Retrieved 2023-07-14.{{استشهاد بدورية محكمة}}:  صيانة الاستشهاد: تنسيق PMC (link)
- Shisseh, T.; Chennaoui Aoudjehane, H.; Barrat, J. A.; Zanda, B. (1 Jan 2023). "Fluid-assisted metasomatic processes on planetary bodies: Evidence from vestan lithologies". Geochimica et Cosmochimica Acta (بالإنجليزية). 340: 51–64. DOI:10.1016/j.gca.2022.11.007. ISSN:0016-7037. Archived from the original on 2023-07-14. Retrieved 2023-07-14..
- Shisseh, Taha; Chennaoui Aoudjehane, Hasnaa; Agee, Carl B.; Boudouma, Omar (2022-10). "Tirhert and aouinet legraa: Rare unbrecciated eucrite falls". Meteoritics & Planetary Science (بالإنجليزية). 57 (10): 1920–1935. DOI:10.1111/maps.13899. ISSN:1086-9379. Archived from the original on 2023-07-14. Retrieved 2023-07-14. {{استشهاد بدورية محكمة}}: تحقق من التاريخ في: |تاريخ= (help).
- Gattacceca, Jérôme; McCubbin, Francis M.; Grossman, Jeffrey; Bouvier, Audrey (2021-08). "The meteoritical bulletin, No. 109". Meteoritics & Planetary Science (بالإنجليزية). 56 (8): 1626–1630. DOI:10.1111/maps.13714. ISSN:1086-9379. Archived from the original on 2024-09-26. Retrieved 2023-07-14. {{استشهاد بدورية محكمة}}: تحقق من التاريخ في: |تاريخ= (help).
- Barka, Aicha; Benkhaldoun, Zouhair; Chennaoui Aouedjehane, Hasnaa (13 Dec 2020). "Detection and calculation of meteor trajectories by Mofid all sky cameras network". Proceedings of SPIE (بالإنجليزية). SPIE: 105. DOI:10.1117/12.2562600. ISBN:978-1-5106-3681-1. Retrieved 2023-12-06..
- Colas, F.; Zanda, B.; Bouley, S.; Jeanne, S. (2020-12). "Fripon: a worldwide network to track incoming meteoroids". Astronomy & Astrophysics (بالإنجليزية). 644: A53. DOI:10.1051/0004-6361/202038649. ISSN:0004-6361. Retrieved 2023-07-14. {{استشهاد بدورية محكمة}}: تحقق من التاريخ في: |تاريخ= (help).
- Devillepoix, H.A.R.; Cupák, M.; Bland, P.A.; Sansom, E.K. (2020-10). "A global fireball observatory". Planetary and Space Science (بالإنجليزية). 191: 105036. DOI:10.1016/j.pss.2020.105036. Archived from the original on 2025-01-26. Retrieved 2023-07-14. {{استشهاد بدورية محكمة}}: تحقق من التاريخ في: |تاريخ= (help).
- Benchelha, Said; Aoudjehane, Hasnaa Chennaoui; Hakdaoui, Mustapha; El Hamdouni, Rachid (27 May 2020). "Landslide susceptibility mapping in the commune of oudka, taounate province, north Morocco: A comparative analysis of logistic regression, multivariate adaptive regression spline, and artificial neural network models". Environmental and Engineering Geoscience (بالإنجليزية). 26 (2): 185–200. DOI:10.2113/eeg-2243. ISSN:1078-7275. Retrieved 2023-07-14..
- Aboulahris, Maria; Chennaoui Aoudjehane, Hasnaa; Rochette, Pierre; Gattacceca, Jérôme (2019-12). "Characteristics of the sahara as a meteorite recovery surface". Meteoritics & Planetary Science (بالإنجليزية). 54 (12): 2908–2928. DOI:10.1111/maps.13398. ISSN:1086-9379. Archived from the original on 2025-01-26. Retrieved 2023-07-14. {{استشهاد بدورية محكمة}}: تحقق من التاريخ في: |تاريخ= (help).
- Ray, D.; Ghosh, S.; Chennaoui Aoudjehane, H.; Das, S. (2019-12). "Shock‐thermal history of the agoudal (IIAB) iron meteorite from microstructural studies". Meteoritics & Planetary Science (بالإنجليزية). 54 (12): 3082–3088. DOI:10.1111/maps.13399. ISSN:1086-9379. Archived from the original on 2023-07-14. Retrieved 2023-07-14. {{استشهاد بدورية محكمة}}: تحقق من التاريخ في: |تاريخ= (help).
- El Kerni, Houda; Chennaoui Aoudjehane, Hasnaa; Baratoux, David; Aoudjehane, Mohammed (2019-10). "Geological and geophysical studies of the agoudal impact structure (Central high atlas, morocco): New evidence for crater size and age". Meteoritics & Planetary Science (بالإنجليزية). 54 (10): 2483–2509. DOI:10.1111/maps.13347. ISSN:1086-9379. Archived from the original on 2023-07-14. Retrieved 2023-07-14. {{استشهاد بدورية محكمة}}: تحقق من التاريخ في: |تاريخ= (help).
- Avice، G.؛ Bekaert، D.V.؛ Chennaoui Aoudjehane، H.؛ Marty، B. (2018-02). "Noble gases and nitrogen in tissint reveal the composition of the mars atmosphere". Geochemical Perspectives Letters: 11–16. DOI:10.7185/geochemlet.1802. مؤرشف من الأصل في 2024-12-04. اطلع عليه بتاريخ 2023-07-14. {{استشهاد بدورية محكمة}}: تحقق من التاريخ في: |تاريخ= (مساعدة).
- Belhaï, D.; Chennaoui‐Aoudjehane, H.; Baratoux, D.; Ferrière, L. (2017-09). "The fourth arab impact cratering and astrogeology conference ( AICAC IV ), April 9–12, 2017, Algiers (Algeria)". Meteoritics & Planetary Science (بالإنجليزية). 52 (9): 2067–2071. DOI:10.1111/maps.12906. ISSN:1086-9379. Archived from the original on 2023-06-23. Retrieved 2023-07-14. {{استشهاد بدورية محكمة}}: تحقق من التاريخ في: |تاريخ= (help).
- Basu Sarbadhikari, A.; Babu, E. V. S. S. K.; Vijaya Kumar, T.; Chennaoui Aoudjehane, H. (2016-09). "Martian meteorite tissint records unique petrogenesis among the depleted shergottites". Meteoritics & Planetary Science (بالإنجليزية). 51 (9): 1588–1610. DOI:10.1111/maps.12684. Archived from the original on 2023-07-14. Retrieved 2023-07-14. {{استشهاد بدورية محكمة}}: تحقق من التاريخ في: |تاريخ= (help).
- Chennaoui Aoudjehane, Hasnaa; El Kerni, Houda; Reimold, Wolf Uwe; Baratoux, David (2016-08). "The agoudal (high atlas mountains, morocco) shatter cone conundrum: A recent meteorite fall onto the remnant of an impact site". Meteoritics & Planetary Science (بالإنجليزية). 51 (8): 1497–1518. DOI:10.1111/maps.12661. Archived from the original on 2023-10-20. Retrieved 2023-07-14. {{استشهاد بدورية محكمة}}: تحقق من التاريخ في: |تاريخ= (help).
- Chaabout, Souad; Chennaoui Aoudjehane, Hasnaa; Reimold, Wolf Uwe; Baratoux, David (1 Dec 2015). "Prospecting for possible impact structures in morocco". Journal of African Earth Sciences (بالإنجليزية). 112: 339–352. DOI:10.1016/j.jafrearsci.2015.08.002. ISSN:1464-343X. Retrieved 2023-07-14..
- Nawel Larouci (2014). "Méthodologie d'étude des météorites du maroc" (PDF). Bulletin de l’Institut Scientifique, Rabat, Section Sciences de la Terre, 2014, n° 36, 69–83 (بfrancais). Archived from the original (« pdf ») on 2024-06-29.{{استشهاد بدورية محكمة}}:  صيانة الاستشهاد: لغة غير مدعومة (link).
- Magna, Tomáš; Day, James M. D.; Mezger, Klaus; Fehr, Manuela A. (1 Aug 2015). "Lithium isotope constraints on crust–mantle interactions and surface processes on Mars". Geochimica et Cosmochimica Acta (بالإنجليزية). 162: 46–65. DOI:10.1016/j.gca.2015.04.029. ISSN:0016-7037. Retrieved 2023-07-14..
- Schmieder, M.; Chennaoui Aoudjehane, H.; Buchner, E.; Tohver, E. (2015-07). "Meteorite traces on a shatter cone surface from the agoudal impact site, Morocco". Geological Magazine (بالإنجليزية). 152 (4): 751–757. DOI:10.1017/S0016756815000047. ISSN:0016-7568. Retrieved 2023-07-14. {{استشهاد بدورية محكمة}}: تحقق من التاريخ في: |تاريخ= (help)
- Lorenz, C. A.; Ivanova, M. A.; Artemieva, N. A.; Sadilenko, D. A. (2015-01). "Formation of a small impact structure discovered within the agoudal meteorite strewn field, Morocco". Meteoritics & Planetary Science (بالإنجليزية). 50 (1): 112–134. DOI:10.1111/maps.12406. Archived from the original on 2023-07-14. Retrieved 2023-07-14. {{استشهاد بدورية محكمة}}: تحقق من التاريخ في: |تاريخ= (help).
- Gattacceca, Jérôme; Hewins, Roger H.; Lorand, Jean-Pierre; Rochette, Pierre (2013-10). "Opaque minerals, magnetic properties, and paleomagnetism of the tissint martian meteorite". Meteoritics & Planetary Science (بالإنجليزية). 48 (10): 1919–1936. DOI:10.1111/maps.12172. Archived from the original on 2023-10-04. Retrieved 2023-07-14. {{استشهاد بدورية محكمة}}: تحقق من التاريخ في: |تاريخ= (help).
- Chennaoui-Aoudjehane, Hasnaa; Avice, G; Barrat, J; Boudouma, O (2012-11). "Tissint martian meteorite: A fresh look at the interior, surface, and atmosphere of mars". Science (بالإنجليزية). 338 (6108). DOI:10.1126/science.1224514. Archived from the original on 2024-07-29. {{استشهاد بدورية محكمة}}: تحقق من التاريخ في: |تاريخ= (help).
- Baratoux, David; Reimold, Wolf Uwe; Chennaoui-Aoudjehane, Hassna (2012-06). "The second arab impact cratering and astrogeology conference, casablanca, 14-20 November 2011-A bridge between geoscientists and astronomers: Aicac II". Meteoritics & Planetary Science (بالإنجليزية). 47 (6): 1098–1103. DOI:10.1111/j.1945-5100.2012.01368.x. Archived from the original on 2023-07-14. Retrieved 2023-07-14. {{استشهاد بدورية محكمة}}: تحقق من التاريخ في: |تاريخ= (help).